# ديمون كيث
ديمون كيث (بالإنجليزية: Damon Keith)‏ هو محامي وقاضي أمريكي، ولد في 4 يوليو 1922 في ديترويت في الولايات المتحدة.